# Xylosma parvifolium
Xylosma parvifolium är en videväxtart som beskrevs av L.W. Jessup. Xylosma parvifolium ingår i släktet Xylosma och familjen videväxter. Inga underarter finns listade i Catalogue of Life.